# Salvia bernardina
Salvia bernardina là một loài thực vật có hoa trong họ Hoa môi. Loài này được Parish ex Greene miêu tả khoa học đầu tiên năm 1885.